# Diego Fuser
Diego Fuser (n. Venaria Reale, Italia; 11 de noviembre de 1968) es un exfutbolista italiano, que jugaba de mediocampista y militó en diversos clubes de Italia.

## Selección nacional
Con la Selección de fútbol de Italia, disputó 25 partidos internacionales y anotó solo 3 goles. Incluso participó con la selección italiana, en una sola edición de la Eurocopa. La única participación de Fuser en una Eurocopa, fue en la edición de Inglaterra 1996. donde su selección quedó sorpresivamente eliminada, en la primera fase de la cita de Inglaterra.

### Participaciones en Eurocopas
| Eurocopa      | Sede       | Resultado    |
| ------------- | ---------- | ------------ |
| Eurocopa 1996 | Inglaterra | Primera Fase |

## Clubes
| Club                      | País   | Año       |
| ------------------------- | ------ | --------- |
| Torino                    | Italia | 1986-1989 |
| AC Milán                  | Italia | 1989-1990 |
| Fiorentina                | Italia | 1990-1991 |
| AC Milán                  | Italia | 1991-1992 |
| Lazio                     | Italia | 1992-1998 |
| Parma                     | Italia | 1998-2001 |
| Roma                      | Italia | 2001-2003 |
| Torino                    | Italia | 2003-2004 |
| Canelli                   | Italia | 2004-2008 |
| Saviglianese              | Italia | 2008-2009 |
| Canelli                   | Italia | 2009      |
| Nicese                    | Italia | 2010      |
| Colline Alfieri Don Bosco | Italia | 2012      |